# Søtorvet
Søtorvet er en plads og en bebyggelse ved Søerne i København. Den ligger, hvor Frederiksborggade slutter og Dronning Louises Bro begynder. Den karakteristiske stukprydede bebyggelse er opført 1873-76 af Ferdinand Vilhelm Jensen og Vilhelm Petersen under Ferdinand Meldahls overopsyn og er i dag fredet. Bebyggelsen med herskabelige lejligheder er inspireret af parisiske forbilleder. Johanne Luise Heiberg flyttede i 1875 fra Rosenvænget ind i en af lejlighederne, hvor hun boede til sin død.
Ved pladsen er to skulpturer placeret: Tiberen og Nilen. Skulpturerne, der er afstøbninger af figurer fra det 1. århundrede e.Kr., udgravet i Rom i det 16. århundrede, er en gave fra brygger Carl Jacobsens legat Albertina til København.
Meldahl var angiveligt skuffet over, at Nørrebrosiden aldrig blev fornyet til samme standard og med samme rigdom af tårntage og spir.

## Historie
Mens København stadig var en befæstet by, var Frederiksborggade, der førte gennem Nørreport, en af hovedvejene til og fra byen, blandt andet til og fra Frederiksborg Slot. I 1850'erne blev befæstningen opgivet og Nørreport revet ned, hvorefter området udenfor kunne bebygges for alvor. På den måde opstod den nuværende bydel Nørrebro på den modsatte side af søerne med Nørrebrogade, der ligger i forlængelse af Frederiksborggade, som sin gennemgående hovedgade.
Bygningerne på Søtorvet blev opført fra 1873 til 1875 af ejendomsselskabet Det Kjøbenhavnske Bygge-Selskab, der var grundlagt året før af C.F. Tietgen sammen en kreds af prominente personer, herunder Carlsbergs stifter J.C. Jacobsen, fabrikanten L.P. Holmblad, den senere konseilspræsident Tage Reedtz-Thott og den senere landstingsformand Carl Christian Vilhelm Liebe. Arkitekterne var Ferdinand Vilhelm Jensen og Vilhelm Petersen under overopsyn af Ferdinand Meldahl, en af den tids ledende danske arkitekter.
På dette tidspunkt var Dronning Louises Bro endnu ikke blevet bygget. Den blev opført omkring 1886 efter tegninger af Vilhelm Dahlerup, en anden ledende arkitekt på den tid. Broen erstattede den ældre Peblingebro over Søerne.
Omkring 1900 åbnede Café de la Reine på Søtorvet, hvilket bidrog til stedets franske stemning. Det havde udendørs servering under et tag og fik derfor øgenavnet "Café la' det regne", et ordspil på det franske navns udtale på dansk. I 1930'erne blev caféen et tilholdssted for poeter som Sigfred Pedersen og Otto Gelsted, der ofte proklamerede deres digte stående på bordene. Niels Clemmensen sad bag klaveret. Ved den tyske besættelse af Danmark i 1940 blev caféen lukket.
På pladsen ligger Kroatiens ambassade.

## Arkitektur
Søtorvet står i dag som et indgangsparti til Indre By, når man kommer fra Nørrebro. Komplekset består af fire bygninger, der er placeret symmetrisk med to bygninger på hver side af Frederiksborggade. Ved de parallelle Gothersgade og Vendersgade gentages symmetrien på hver sin side af Frederiksborggade.
Bygningerne er tegnet i det 19. århundredes stilart neorenæssance, og var inspireret af franske slotte og Georges-Eugène Haussmanns bygninger i Paris. Bygningerne er rigt forsynet med stuk og prydes af tårne og spir.